# System moderacji
System moderacji – metoda, którą zarządzający danym serwisem internetowym, umożliwiającym użytkownikom komentowanie, wybrał w celu odfiltrowania wpisów nieadekwatnych, obscenicznych, niezgodnych z regułami (a nawet nielegalnych) lub obraźliwych od wpisów użytecznych i dostarczających informacji.
Różne rodzaje usług internetowych pozwalają na komentowanie, na przykład forum internetowe, blogi czy witryny WWW, oparte na skryptach takich jak phpBB, Wiki czy PHP-Nuke. Zależnie od zawartości i docelowego odbiorcy, zarządzający decyduje, jakie rodzaje komentarzy są właściwe, po czym przekazuje obowiązki ich przesiewania moderatorom. Najczęściej zarządca stara się wyeliminować zjawiska takie jak trolling, spam, flamewar, chociaż szczegóły są bardzo zmienne dla różnych miejsc.

## Brak moderacji
System polega na niecenzurowaniu i niekasowaniu żadnych wiadomości. 

## Moderacja przez nadzorcę
Ten rodzaj moderacji spotykany jest często na forach dyskusyjnych. Grupa ludzi zostaje wybrana przez zarządcę (zwykle na dłuższy czas). Egzekwują oni reguły wyznaczone przez zarządcę w jego imieniu. Mają oni zwykle dostęp do narzędzi umożliwiających edycję lub całkowite kasowanie wpisów, ewentualnie blokowania wpisów na podstawie adresu poczty lub adresu IP i obowiązek utrzymywania spokoju w ramach społeczności.

## Moderacja przez użytkowników
Ten system pozwala każdemu użytkownikowi moderować wpisy innych użytkowników. Działa to dobrze zwłaszcza w dość dużych i aktywnych społecznościach, gdzie liczba nieprzystosowanych jest proporcjonalnie mała.
Jednym z głównych przykładów jest slashdot, gdzie każdy otrzymuje pewną liczbę punktów moderacji, które może wykorzystać do zmiany oceny dowolnego artykułu o jeden punkt. Oceny artykułu są zwykle w przedziale od -1 do 5 punktów. Przy przeglądaniu witryny można ustawić granicę, tak żeby tylko lepiej oceniane wpisy były widoczne.
System stosowany przez slashdot został następnie uzupełniony o pojęcie karmy – oceny poprzednich wpisów użytkownika wpływają na początkową ocenę nowych wpisów.
Uprawnienia moderatorskie są przypisywane na krótki okres, w zależności od różnych czynników, między innymi karmy, oraz systemów meta-moderacji, gdzie użytkownicy oceniają pracę moderatorów.